# P2RY11
P2RY11 (англ. Purinergic receptor P2Y11) – білок, який кодується однойменним геном, розташованим у людей на короткому плечі 19-ї хромосоми. Довжина поліпептидного ланцюга білка становить 374 амінокислот, а молекулярна маса — 40 345.
| 10         |  | 20         |  | 30         |  | 40         |  | 50         |
| ---------- |  | ---------- |  | ---------- |  | ---------- |  | ---------- |
| MAANVSGAKS |  | CPANFLAAAD |  | DKLSGFQGDF |  | LWPILVVEFL |  | VAVASNGLAL |
| YRFSIRKQRP |  | WHPAVVFSVQ |  | LAVSDLLCAL |  | TLPPLAAYLY |  | PPKHWRYGEA |
| ACRLERFLFT |  | CNLLGSVIFI |  | TCISLNRYLG |  | IVHPFFARSH |  | LRPKHAWAVS |
| AAGWVLAALL |  | AMPTLSFSHL |  | KRPQQGAGNC |  | SVARPEACIK |  | CLGTADHGLA |
| AYRAYSLVLA |  | GLGCGLPLLL |  | TLAAYGALGR |  | AVLRSPGMTV |  | AEKLRVAALV |
| ASGVALYASS |  | YVPYHIMRVL |  | NVDARRRWST |  | RCPSFADIAQ |  | ATAALELGPY |
| VGYQVMRGLM |  | PLAFCVHPLL |  | YMAAVPSLGC |  | CCRHCPGYRD |  | SWNPEDAKST |
| GQALPLNATA |  | APKPSEPQSR |  | ELSQ       |  |            |  |            |

A: Аланін

C: Цистеїн

D: Аспарагінова кислота

E: Глутамінова кислота

F: Фенілаланін

G: Гліцин

H: Гістидин

I: Ізолейцин

K: Лізин

L: Лейцин

M: Метіонін

N: Аспарагін

P: Пролін

Q: Глутамін

R: Аргінін

S: Серин

T: Треонін

V: Валін

W: Триптофан

Кодований геном білок за функціями належить до рецепторів, g-білокспряжених рецепторів, білків внутрішньоклітинного сигналінгу. 
Локалізований у клітинній мембрані, мембрані.